# Melanitis palliata
Melanitis palliata är en fjärilsart som beskrevs av Hans Fruhstorfer 1908. Melanitis palliata ingår i släktet Melanitis och familjen praktfjärilar. Inga underarter finns listade i Catalogue of Life.